# Чемпіонат України з американського футболу 2004
Чемпіонат України з американського футболу 2004

## Команди учасниці
У сезоні 2004 року знову спостерігається зменшення кількості команд.
Луганські Барси припинили участь у чемпіонатах України.
Усі п'ять команд грали регулярний чемпіонат по два матчі між собою:
1. Скіфи-ДонНТУ Донецьк
2. Київські Слов'яни
3. Ужгородські Лісоруби
4. Ужгородські Воїни
5. Варвари (Кишинів, Молдова)

## Календар змагань
Формат чемпіонату на 2004 рік був наступним:
- Кожна команда грали по два матчі зі своїми суперниками з роз'їздами.

На даний час відомі тільки наступні результати цього чемпіонату:
Регулярний чемпіонат.
- 24.04.04 Ужгородські Лісоруби — Ужгородські Воїни 40:0
- 01.05.2004 «Варвари» Кишинів — Київські Слов'яни 6:28
- 01.05.04 Ужгородські Воїни — Ужгородські Лісоруби0:42
- 15.05.04 Ужгородські Воїни — «Варвари» Кишинів
- 16.05.04 Ужгородські Лісоруби — «Варвари» Кишинів
- 21.05.2004 Київські Слов'яни — «Скіфи-ДонНТУ» Донецьк 27:20
- 23.05.04 «Варвари» Кишинів — Ужгородські Воїни59:0
- 29.05.04 Київські Слов'яни — «Варвари» Кишинів
- 29.05.04 Ужгородські Воїни — «Скіфи-ДонНТУ» Донецьк
- 30.05.04 Ужгородські Лісоруби — «Скіфи-ДонНТУ» Донецьк
- 05.06.04 «Скіфи-ДонНТУ» Донецьк — Ужгородські Лісоруби
- 05.06.2004 Київські Слов'яни — Ужгородські Воїни 35:0
- 12.06.2004 Ужгородські Лісоруби — Київські Слов'яни 15:34
- 13.06.2004 Ужгородські Воїни — Київські Слов'яни 0:52
- 13.06.04 «Скіфи-ДонНТУ» Донецьк — «Варвари» Кишинів
- 19.06.2004 «Скіфи-ДонНТУ» Донецьк — Київські Слов'яни 8:29
- 20.06.04 «Варвари» Кишинів — Ужгородські Лісоруби
- 26.06.04 Київські Слов'яни — Ужгородські Лісоруби
- 27.06.04 «Скіфи-ДонНТУ» Донецьк — Ужгородські Воїни
- 03.07.04 «Варвари» Кишинів — «Скіфи-ДонНТУ» Донецьк

## Зведена турнірна таблиця
| Команда              | КС         | СД         | УЛ        | КВ        | УВ        | В | П |
| -------------------- | ---------- | ---------- | --------- | --------- | --------- | - | - |
| Київські Слов'яни    | ---        | 27:20 29:8 | 34:15     | 28:6      | 35:0 52:0 | 6 | 0 |
| Скіфи-ДонНТУ         | 20:27 8:29 | ---        |           |           |           | 0 | 2 |
| Ужгородські Лусоруби | 15:34      |            | ---       | 40:0 42:0 |           | 2 | 1 |
| Варвари Кишинів      | 6:28       |            |           | ---       | 59:0      | 1 | 1 |
| Ужгородські Воїни    | 0:35 0:52  |            | 0:40 0:42 | 0:59      | ---       | 0 | 5 |